# 大谷地沼
大谷地沼（おおやちぬま）は、山形県村山市にある沼である。ジュンサイが取れる沼であることからじゅんさい沼と親しまれている。

## 概要
全国的にも少ない天然のジュンサイがとれることで知られる。沼の広さは約7ヘクタール。収穫時期の6月～8月には、箱舟に乗って収穫する職人の様子を見ることができる。
江戸時代からじゅんさいが収穫できたと言われ、一時期田んぼの除草剤が混ざった用水が沼に混じりジュンサイの絶滅の危機にさらされたが、村山市にそびえ立つ葉山からの水だけが沼に入るように水路を整備し、排水溝の整備もした結果、再びジュンサイが増えたという。